# Phrynopus valquii
Espèce
Phrynopus valquii est une espèce d'amphibiens de la famille des Craugastoridae. 

## Répartition
Cette espèce est endémique de la province de Pataz dans la région de La Libertad au Pérou. Elle se rencontre dans les environs de Parcoy entre 4 025 et 4 123 m d'altitude sur le Cerro Alto Chucaro et le Cerro Mush Mush.

## Description
Les mâles mesurent de 21,02 à 26,45 mm et les femelles de 26,48 à 31,21 mm.

## Étymologie
Cette espèce est nommée en l'honneur de Thomas Valqui.

## Publication originale
- Chávez, Santa Cruz, Rodríguez & Lehr, 2015 : Two new species of frogs of the genus Phrynopus (Anura: Terrarana: Craugastoridae) from the Peruvian Andes. Amphibian & Reptile Conservation, vol. 9, no 1, e105, p. 15–25 (texte intégral).